# Klutsjön
Klutsjön är en sjö i Älvdalens kommun i Dalarna och ingår i Dalälvens huvudavrinningsområde. Sjön har en area på 0,687 kvadratkilometer och ligger 764,2 meter över havet. Sjön avvattnas av vattendraget Lill-Fjätan. Vid provfiske har bland annat elritsa, gädda, lake och sik fångats i sjön.

## Delavrinningsområde
Klutsjön ingår i det delavrinningsområde (689276-134602) som SMHI kallar för Utloppet av Klutsjön. Medelhöjden är 792 meter över havet och ytan är 4,84 kvadratkilometer. Det finns inga avrinningsområden uppströms utan avrinningsområdet är högsta punkten. Lill-Fjätan som avvattnar avrinningsområdet har biflödesordning 3, vilket innebär att vattnet flödar genom totalt 3 vattendrag innan det når havet efter 498 kilometer. Avrinningsområdet består mestadels av skog (64 procent) och sankmarker (13 procent). Avrinningsområdet har 0,69 kvadratkilometer vattenytor vilket ger det en sjöprocent på 14,2 procent.

## Fisk
Vid provfiske har följande fisk fångats i sjön:
- Elritsa
- Gädda
- Lake
- Sik
- Stensimpa